# Люболяды (деревня, Батецкий район)
Люболяды — деревня в Батецком муниципальном районе Новгородской области, с весны 2010 года относится к Мойкинскому сельскому поселению.

## География
Деревня расположена на северо-западе области, на востоке района, на автодороге Великий Новгород — Нехино — Люболяды, к югу от Р47 из Великого Новгорода в Лугу, на территории деревни находится железнодорожная станция Люболяды на линии Октябрьской железной дороги Новгород-на-Волхове — Батецкая  — Луга.

## Население
| 2010 |
| ---- |
| 57   |